# 히말라야산맥
히말라야산맥(네팔어: हिमालय, 티베트어: ཧི་མ་ལ་ཡ, 우르두어: سلسلہ کوہ ہمالیہ, 중국어: 喜马拉雅山脉)은 아시아에 위치한 산맥으로 인도 아대륙과 티베트고원 사이에 놓여 있다. 인도 아대륙과 티베트고원을 나누는 경계선이다. 지구에서 가장 높은 산인 에베레스트산을 비롯해 14 개의 8000미터 봉우리가 모두 이곳에 모여 있다. 해발고도 7,000 m가 넘는 산들은 모두 히말라야산맥에 속하므로, '세계의 지붕'이라고도 불린다.
히말라야산맥은 파키스탄, 인도, 중화인민공화국 티베트 자치구, 네팔, 부탄에 걸쳐 있는데, 개중에 카슈미르 지역은 파키스탄, 인도, 중국의 국경분쟁지대이기도 하다. 넓게는 북쪽으로 히말라야산맥과 이어진 카라코람산맥과 힌두쿠시산맥 및 파미르고원의 여러 산맥을 포함해서 말하기도 한다. 남쪽으로는 인도-갠지스 평원과 접한다. 인더스강, 갠지스강, 얄룽창포강의 발원지로 이 세 강의 유역에서 사는 인구를 합치면 6억에 달한다. 반면 히말라야산맥 안에서 사는 인구는 5,300만이다.
히말라야산맥은 인도판이 유라시아판에 섭입되며 지각이 융기되어 생성되었다. 길이는 2,400 km으로, 북쪽 끝은 낭가파르바트산이며 남쪽 끝은 남차바르와산이다. 폭은 서쪽에서는 350 km정도이고 동쪽에서는 150 km 정도이다. 히말라야산맥은 남아시아와 티베트 문명과 깊은 관계를 맺고 있어 여러 봉우리들이 힌두교와 불교에서 신성시된다. 히말라야는 산스크리트어로 "눈이 사는 곳"이란 뜻이다. 남극과 북극 다음으로 많은 얼음과 눈으로 덮여있어 제3극(third pole)이라고도 불린다.
| |
| 히말라야산맥의 지도: 주요 산봉우리들인 14좌(座)가 표시되어 있다. 히말라야산맥에서 8,000 m가 넘는 주요 14좌(북서쪽에서 남동쪽방향)들은 낭가 파르바트, K2, 브로드 피크, 가셔브룸 1, 가셔브룸 2, 다울라기리, 안나푸르나, 마나슬루, 시샤 팡마, 초오유, 에베레스트, 로체, 마칼루, 칸첸중가이다. |

## 지질학

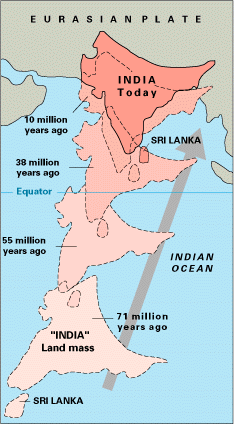
인도판이 유라시아판과 충돌하기까지의 이동경로.

히말라야산맥은 지구상에서 가장 젊은 산맥 중 하나로, 대부분 융기된 퇴적암과 변성암으로 구성되어 있다. 현대 판 구조론에 따르면 이들은 인도-오스트레일리아판과 유라시아판이 충돌하여 수렴 경계를 이루며 형성되었다. 미얀마의 아라칸산맥과 벵골만의 안다만 니코바르 제도 역시 같은 충돌의 결과로 형성되었다.
약 7천만년 전 백악기 후기때 인도-오스트레일리아판은 1년에 약 15 cm씩 북쪽으로 움직이고 있었다. 약 5천만년 전에는 이 판이 유라시아판과 만나며 그 사이에 화산으로 둘러싸인 퇴적암으로 구성된 테티스해가 완전히 닫혔다. 두 판 모두 저밀도 대륙 지각으로 구성되어 있기 때문에 충돌부는 해구를 따라 맨틀 속으로 가라앉지 않고 단층이 충돌하며 산맥이 융기하기 시작했다. 이러한 과정은 에베레스트산 정상 오르도비스기 석회암층에서 발견되는  삼엽충, 바다나리, 패충류 화석이 근거로 제시된다.
오늘날에도 인도판은 티베트고원에서 계속 수평으로 움직이고 있어 계속 북상중이다. 그 속도는 연간 67 mm로, 앞으로 1,000만 년 동안 약 1,500 km  더 움직일 것으로 추정된다. 인도판의 수렴속도 중 약 20 mm는 히말라야 남부 전선에서 흡수되는데, 그 결과로 히말라야산맥은 연간 약 5 mm씩 높아져 지질학적으로 활동적으로 분류된다. 또한 지진 활동적이어서 때때로 지진이 발생한다.
마지막 빙하기에는 동쪽의 칸첸중가산과 서쪽의 낭가파르바트산 사이에 빙하들이 연결되어 있었다. 서쪽에서는 만년설이 카라코람의 빙류 네트워크와 합류했고, 북쪽에서는 이전의 티베트 만년설에 합류했다. 남쪽으로는 유출된 얼음덩어리들이 해발 1,000~2,000 m 즈음까지 흘렀다. 현재 히말라야 산맥의 계곡 만년설의 길이는 최대 20~32 km에 이르지만, 빙하기 동안 주요 계곡 빙하들 중 몇몇은 60~112 km 길이였다. 빙하의 생성과 소멸이 균형을 이루어 빙하가 유지되는 선은 오늘날보다 약 1,400~1,660 m 낮았다. 즉, 평균 온도는 오늘날보다 최소 7.0~8.3°C 더 낮았다.
|  |  |

## 지도
| 가잔 열도갠지스강고다바리강고비 사막나일강류큐 열도남중국해노르웨이해뉴기니섬네푸드 사막다싱안링산맥다뉴브강동시베리아해동중국해동해둥베이 · 평원랍테프해룹알할리 사막레나강마다가스카르섬마리아나 제도마르마라해말레이반도메콩강몰디브 제도몽골고원바렌츠해바이칼호바탄 제도발리섬발트해발하시호백해베링해벵골만보르네오섬북극해북해볼가강북드비나강브라마푸트라강사할린섬샤오싱안링산맥세이셸 군도소코트라섬수마트라섬술라웨시섬스리랑카섬스칸디나비아반도스타노보이산맥스프래틀리 군도시나이반도새머리싱가포르섬아나톨리아아덴만아라비아반도아라비아해아라푸라해아랄해아무르강아조프해아프리카의 뿔안다만 제도알타이산맥알류샨 열도에게해예니세이강오가사와라 제도오만만오비강오스트레일리아오호츠크해우랄강우랄산맥유프라테스강이란고원인더스강인도 아대륙인디기르카강인도양 (북부)인도차이나반도일본 열도자와섬주강장강치롄산맥카라해카라코람카스피해캄차카반도캅카스산맥캐롤라인 · 제도콜리마강쿠릴 열도쿤룬산맥크리스마스섬타이만대만타클라마칸 사막북태평양톈산산맥통킹만티그리스강티모르섬티베트고원파라셀 제도파미르페르시아만페초라강프라타스섬필리핀 제도필리핀해하이난한반도항가이산맥호르무즈홋카이도홍해화베이 · 평원황하황해흑해히말라야산맥힌두스탄 · 평원힌두쿠시class=notpageimage\| 아시아의 주요 지리 |